# Resolução 11 do Conselho de Segurança das Nações Unidas
Resolução 11 do Conselho de Segurança das Nações Unidas, aprovada em 15 de novembro de 1946, estabeleceu as condições previstas no Artigo 93, parágrafo 2 da Carta das Nações Unidas sobre o qual a Suíça seria admitido ao Tribunal Internacional de Justiça.
Foi aprovada sem votação.